# Od Hercegovine do Konga

Od Hercegovine do Konga je hrvatski dokumentarni film Laudato TV-a. Traje 40 minuta. Film govori o prisutnosti, načinu djelovanja, vremenu i prostoru hercegovačkih fratara u Kongu. Naslovljen je po knjizi istog imena, koju je napisao fra Blago Brkić, prvi hercegovački franjevac koji je stupio na afričko tlo. Dokumentarac je režirala Nada Prkačin s Laudato TV-a. Od sedmorice hercegovačkih franjevaca koji su djelovali u DR Kongu, petorica su iz duvanjskoga kraja fra Stojan Zrno (napisao knjigu Misionari), fra Ante Kutleša, fra Filip Sučić, fra Pere Čuić i fra Ante Ivanković. Preostala dvojica su fra Blago Brkić i fra Jozo Vasilj.

## Vanjske poveznice
- Bljesak.info Premijerno prikazan dokumentarni film 'Od Hercegovine do Konga'